# Halowe Mistrzostwa Świata w Lekkoatletyce 2018 – pchnięcie kulą kobiet
Pchnięcie kulą kobiet – jedna z konkurencji technicznych rozgrywanych podczas halowych lekkoatletycznych mistrzostw świata w National Indoor Arena w Birmingham.
Tytułu mistrzowskiego nie broniła Amerykanka Michelle Carter.
Złotą medalistką została Anita Márton.

## Terminarz
| Data    | Godzina |       |
| ------- | ------- | ----- |
| 2 marca | 20:10   | Finał |

## Wyniki
| WR – rekord świata \| CR – rekord mistrzostw świata \| NR – rekord kraju \| AR – rekord kontynentu \| WL – najlepszy wynik na listach światowych w sezonie 2018 \| SB – najlepszy wynik w sezonie \| PB – rekord życiowy |

### Finał
Źródło: 
| Kolejność | Zawodniczka          | Reprezentacja     | #1    | #2    | #3    | #4    | #5    | #6    | Rezultat | Uwagi   |
| --------- | -------------------- | ----------------- | ----- | ----- | ----- | ----- | ----- | ----- | -------- | ------- |
| 01 !      | Anita Márton         | Węgry             | 18,29 | 18,30 | 19,48 | x     | 18,96 | 19,62 | 19,62    | WL · NR |
| 02 !      | Danniel Thomas       | Jamajka           | 18,92 | 18,95 | 19,22 | x     | 18,86 | 19,07 | 19,22    | NR      |
| 03 !      | Gong Lijiao          | Chiny             | x     | 18,98 | x     | 18,83 | 18,81 | 19,08 | 19,08    | SB      |
| 4.        | Gao Yang             | Chiny             | 18,45 | 18,77 | 18,41 | 18,70 | 18,20 | 18,51 | 18,77    | PB      |
| 5.        | Paulina Guba         | Polska            | 18,53 | x     | 18,16 | 18,31 | 18,54 |       | 18,54    |         |
| 6.        | Alona Dubicka        | Białoruś          | x     | x     | 18,21 | x     | x     |       | 18,21    | SB      |
| 7.        | Yaniuvis López       | Kuba              | 17,81 | 18,05 | x     | 18,04 | 18,19 |       | 18,19    | PB      |
| 8.        | Jeneva Stevens       | Stany Zjednoczone | 15,90 | 18,18 | 18,00 | 17,64 | x     |       | 18,18    |         |
| 9.        | Cleopatra Borel      | Trynidad i Tobago | x     | 17,80 | 17,49 |       |       |       | 17,80    | SB      |
| 10.       | Brittany Crew        | Kanada            | x     | 17,61 | 16,13 |       |       |       | 17,61    |         |
| 11.       | Julija Leanciuk      | Białoruś          | x     | 17,44 | 17,15 |       |       |       | 17,44    |         |
| 12.       | Daniella Hill        | Stany Zjednoczone | 17,22 | 17,26 | x     |       |       |       | 17,26    |         |
| 13.       | Fanny Roos           | Szwecja           | 17,19 | 17,23 | x     |       |       |       | 17,23    |         |
| 14.       | Dimitriana Surdu     | Mołdawia          | 17,15 | 17,22 | x     |       |       |       | 17,22    |         |
| 15.       | Radosława Mawrodiewa | Bułgaria          | 16,33 | x     | x     |       |       |       | 16,33    |         |